# Charbhadrasan
Charbhadrasan är ett underdistrikt i Bangladesh. Det ligger i den centrala delen av landet, 40 km sydväst om huvudstaden Dhaka.
Trakten runt Charbhadrasan består till största delen av jordbruksmark. Runt Charbhadrasan är det mycket tätbefolkat, med 6 019 invånare per kvadratkilometer.